# Gnathia marleyi
Gnathia marleyi is een pissebed uit de familie Gnathiidae. De wetenschappelijke naam van de soort is voor het eerst geldig gepubliceerd in 2012 door Farquharson, Smit en Sikkels. Gnathia Marleyi is genoemd naar de zanger Bob Marley.

## Voorkomen
De soort is aangetroffen op diverse locaties in het Caraïbische gebied.

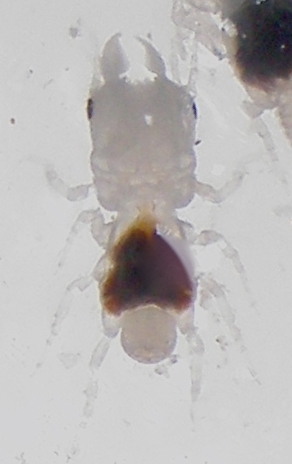
Gnathia marleyi ♂
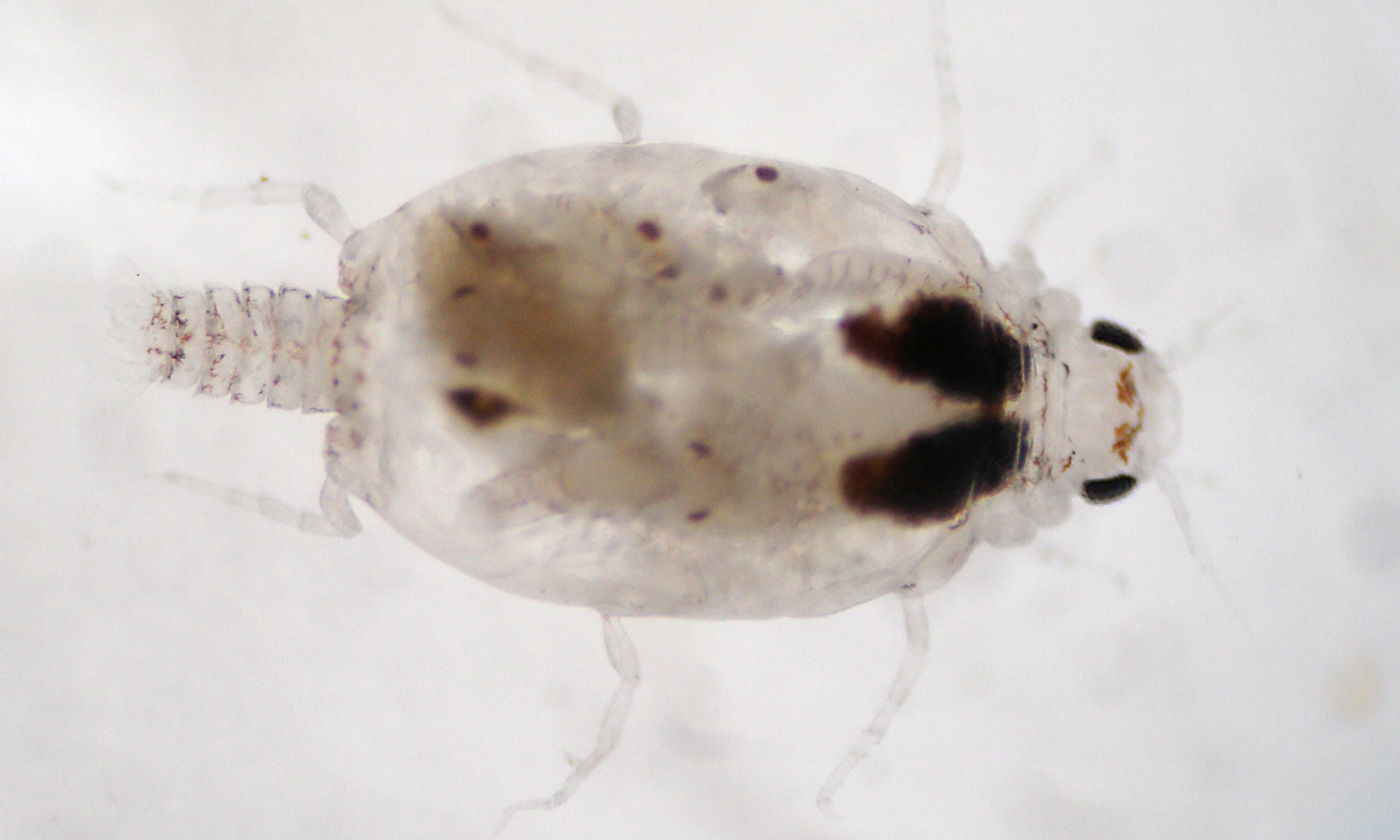
Gnathia marleyi ♀